# Tirúa
Tirúa è un comune del Cile della provincia di Arauco nella Regione del Bío Bío. Al censimento del 2002 possedeva una popolazione di 9.664 abitanti.

## Società

### Evoluzione demografica
| Censimento del 1992 | Censimento del 2002 |
| 8.736 ab.           | 9.664 ab.           |